# Odvajalo
Odvajálo, tudi dristilo, katarktik, laksans, laksativ, purgativ, je zdravilo ali učinkovina, ki pospeši iztrebljanje blata (fecesa) iz telesa  in prepreči zaprtost. Glede na mehanizem delovanja ločimo več vrst odvajal:
- odvajala za povečanje volumna črevesne vsebine (polnilna odvajala[1]) – pospešijo peristaltiko s povečanjem volumna vsebine v črevesju, npr. laneno seme, metilceluloza;
- osmozna odvajala – se ne absorbirajo iz prebavnega trakta ter v njem zadržujejo vodo, zmehčajo vsebino črevesja in zaradi povečanega volumna pospešijo peristaltiko, npr. laktuloza, sorbitol;
  - salinična odvajala – vrsta osmoznih odvajal v iobliki anorganskih soli, pri katerih se vsaj eden od ionov iz prebavnega trakta slabo absorbira, zato zadrži še drugega in večjo količino vode, npr. natrijev sulfat, magnezijev sulfat;
- emolienti – delujejo lubrikantno in tako olajšajo prehod blata po črevesju, npr. tekoči parafin;
- mehčalci –  kot površinsko aktivne snovi pospešijo vgrajevanje vodnih in maščobnih komponent v feces ter pomagajo pri tvorbi mehkejšega blata, mednje spadajo kalcijeve, kalijeve in natrijeve soli dokuzata;[4]
- stimulativna (kontaktna) odvajala – ob stiku s sluznico črevesja pospešijo peristaltiko, npr. ricinusovo olje, senini glikozidi.

Odvajala se dajejo peroralno, lahko pa tudi v obliki svečk (npr. glicerinske svečke) ali izjemoma klistirja. Odvajala nimajo pravega učinka, če pacient ne zaužije vsaj 1500 ml tekočine na dan. Odvajala je varno uporabljati le kratek čas. Dolgotrajnejša uporaba je škodljiva. Čezmerna uporaba odvajal lahko povzroči drisko, odvisnost ali celo zaprtje. Dolgotrajna uporaba lahko tudi okrni absorpcijo nekaterih nujnih vitaminov. Dolgoročno je zato veliko bolj smotrno odpravljati vzroke zaprtja.